# Bunolagus monticularis
O Coelho-bosquímano (Bunolagus monticularis), é um dos animais mais raros e ameaçados do Mundo, restando menos de 1500 indivíduos e 550 adultos vivos. Possui uma distribuição restrita, sendo somente encontrado nas regiões sul e central do deserto do Karoo, na África do Sul.